# Đào Văn Trường
Đào Văn Trường (1916 – 2017), là Đại tá Quân đội nhân dân Việt Nam, Đại đoàn trưởng Đại đoàn 351, chỉ huy pháo binh trong Chiến dịch Điện Biên Phủ.

## Tiểu sử
Đại tá Đào Văn Trường tên thật là Thành Ngọc Quản, sinh ngày 25 tháng 8 năm 1916 ở huyện Thạch Thất, tỉnh Sơn Tây, nguyên quán tại làng Bạch Mai, Hà Nội Ban đầu, ông được đặt tên là Thành Ngọc Quảng, nhưng do trùng tên với một vị quan lớn khi đó, nên gia đình bèn bỏ bớt một chữ ở cuối.
Năm 1936, khi mới 18 tuổi, thay vì sống một cuộc sống sung túc, Thành Ngọc Quản tham gia phong trào cách mạng do Mặt trận Dân chủ Đông Dương phát động, lấy bí danh Đào Văn Trường. Năm 1936, ông tham gia phong trào đấu tranh của Mặt trận Dân chủ Đông Dương, trở thành Bí thư Đoàn Thanh niên Dân chủ, cùng Nguyễn Thường Khanh, Đào Duy Kỳ, Trần Đình Tri tham gia vận động thanh niên đấu tranh, khiến chính quyền thực dân phải gọi bốn người là "bốn thằng quỷ sứ". Năm 1937, ông tham gia nhóm nghiên cứu chủ nghĩa Marx của học sinh, sinh viên. Năm 1938, ông làm chủ nhiệm báo Thế giới, một tờ báo của Đảng Cộng sản Đông Dương, đồng thời hoạt động công khai trong Hội ái hữu kim khí Hà Nội. Cùng năm, ông gia nhập Đảng Cộng sản Đông Dương.
Ngày 8 tháng 8 năm 1938, ông cùng Nguyễn Văn Xứng tổ chức thành lập chi bộ Đảng ở huyện Vĩnh Bảo. Bản thân ông trực tiếp kết nạp Đào Trọng Khoan (về sau là Bí thư huyện ủy Vĩnh Bảo) và tuyên bố thành lập chi bộ Đảng do Nguyễn Văn Xứng làm bí thư (chi bộ còn có Nguyễn Văn Ước và Trịnh Khắc Dần).
Năm 1939, ông thoát ly gia đình, hoạt động bí mật ở khu vực Liên tỉnh B (Hải Phòng, Kiến An, Hải Dương), đảm nhiệm các vai trò Thành ủy viên, Bí thư Thành ủy Hải Phòng, Bí thư Liên tỉnh B. Tháng 3 năm 1940, là Ủy viên Xứ ủy Bắc Kỳ.
Năm 1941, ông được điều về hoạt động tại khu căn cứ địa Bắc Sơn - Võ Nhai, tham gia thành lập Cứu quốc quân. Tháng 6 cùng năm, ông được Bí thư Xứ ủy Bắc Kỳ Hoàng Văn Thụ đề cử giữ chức Chủ nhiệm Ủy ban Quân sự - Chính trị của khu căn cứ vì ông là người duy nhất tương đối biết quân sự trong Xứ ủy.
Tháng 2 năm 1942, trên đường về báo cáo Trung ương Đảng, ông bị thực dân Pháp bắt, đưa ra xét xử tại 3 tòa án binh với 3 án chung thân, trong đó có một án xử tử vắng mặt hạ xuống chung thân, một án 10 năm tù, một án 5 năm do làm báo Cộng sản ở Hà Nội. Ông bị giam cầm ở nhiều nhà tù ở Thái Nguyên, Hưng Yên, Hải Phòng, Hải Dương, Hà Nội và bị đày ra Côn Đảo. Trong thời gian bị giam giữ, ông trở thành Bí thư chi bộ nhà tù Hỏa Lò (Hà Nội), Bí thư chi bộ đoàn tù đi Côn Đảo, Bí thư chi bộ nhà tù Côn Đảo.

## Binh nghiệp
Tháng 8 năm 1945, Cách mạng tháng Tám thành công. Ngày 2 tháng 9, nước Việt Nam Dân chủ Cộng hòa thành lập, ông cùng các tù nhân ở Côn Đảo giành chính quyền trên đảo và trở về đất liền. Ngày sau đó, quân Pháp theo gót quân Anh trở lại Nam Bộ, ông đươc bầu giữ chức Chủ tịch Ủy ban Kháng chiến Hậu Giang, rồi Thanh tra Quân sự, Ủy viên của Ủy ban Kháng chiến Nam Bộ.
Ngày 10 tháng 12 năm 1945, tại Hội nghị quân sự Nam Bộ do Xứ ủy Nam Bộ tổ chức tại xã Bình Hòa Nam, huyện Đức Hòa, tỉnh Chợ Lớn, Đặc phái viên Nguyễn Bình đã truyền đạt chỉ thị thành lập các chiến khu, ông được cắt cử làm Khu trưởng Khu 8, kiêm Ủy viên Ủy ban Kháng chiến miền Nam Việt Nam. Chính trị ủy viên Khu 8 là Võ Sĩ. Đại đoàn 23 thành lập, do ông Đào Văn Trường làm Đoàn trưởng.
Tháng 9 năm 1946, ông ra bắc, giữ chức Trưởng phòng Tác chiến thuộc Bộ Tổng tham mưu. Ngày 21 tháng 1 năm 1948, ông giữ chức Phó tư lệnh Liên khu 1, phụ trách Mặt trận Đường số 4 và Mặt trận Trung Du.
Ngày 11 tháng 7 năm 1950, ông được Chủ tịch Hồ Chí Minh phong quân hàm Đại tá, bổ nhiệm vào chức vụ Phó tổng Tham mưu trưởng Quân đội quốc gia Việt Nam (sau đó đổi tên thành Quân đội nhân dân Việt Nam), kiêm Cục trưởng Cục Tác chiến Bộ Tổng tham mưu.
Năm 1953, để phục vụ cho Chiến cục Đông – Xuân (1953 – 1954), ông được bổ nhiệm thay thế ông Vũ Hiển làm quyền Đại đoàn trưởng Đại đoàn 351, Đại đoàn pháo binh đầu tiên của Quân đội nhân dân Việt Nam. Ngày 1 tháng 1 năm 1954, tại Tỉn Keo, bộ chỉ huy chiến dịch Điện Biên Phủ được thành lập, ông được phân công đảm nhiệm Tư lệnh Pháo binh, cao xạ chiến dịch. Trong thời gian này, ông cùng Chính ủy Phạm Ngọc Mậu đã chỉ huy bộ đội mở đường, khoét núi để kéo pháo vào trận địa, dù chưa hề có kinh nghiệm xây dựng trận địa pháo. Đến tháng 2 năm 1954, một tổ trinh sát của trung đoàn 148 thu được một tấm bản đồ tỉ lệ 1/25.000 chỉ ra 49 điểm bố phòng của Pháp, nhờ đó mà việc xây dựng trận địa được quy hoạch một cách chính xác, giúp cho pháo binh có thể bắn chính xác, tránh được việc lãng phí đạn dược, cũng như bảo vệ an toàn cho các đơn vị.
Ngày 13 tháng 3 năm 1954, trước giờ nổ súng khai hỏa chiến dịch (18h), ông nhận được cuộc gọi của Đại tướng, Tổng Tư lệnh Võ Nguyên Giáp để kiểm tra tình hình, hỏi: Pháo binh đã sẵn sàng cả chưa? Quyền Đại đoàn trưởng trả lời: Báo cáo đồng chí, tất cả các khẩu đội đều sẵn sàng, các pháo thủ chỉ còn chờ lệnh nổ súng. Đại tướng Võ Nguyên Giáp đồng ý, quyết định cho nổ pháo sớm. 17h cùng ngày, Đại đoàn 351 bắt đầu pháo kích Him Lam, yểm trợ cho bộ binh tấn công. Trong suốt chiến dịch, pháo binh của Đại đoàn 351 đã hoàn toàn làm chủ trận địa. Lực lượng pháo cao xạ của đại đoàn không những áp chế được chiến đấu cơ mà còn cắt đứt được tuyến viện trợ hàng không của quân Pháp. Ngày 20 tháng 3, Chỉ huy trưởng Pháo binh của Pháp ở Điện Biên Phủ là Trung tá Charles Piroth đã tự sát vì bất lực trong việc đáp trả. Hỏa lực pháo binh của Đại đoàn 351 được xem là "quả đấm thép", đóng góp rất lớn cho chiến thắng của chiến dịch Điện Biên Phủ.
Năm 1955, ông trở thành Đại đoàn trưởng Đại đoàn 351, rồi Sư đoàn trưởng Sư đoàn 351, thực hiện tổng kết 9 năm kháng chiến chống Pháp.

## Cuối đời
Năm 1960, ông chuyển sang dân sự, làm Phó bí thư Đảng ủy khu Gang thép Thái Nguyên, sau đó làm Ủy viên Ban biên tập Báo Nhân dân.
Năm 1967, ông chuyển sang làm Phó trưởng ban Bảo đảm giao thông thuộc Bộ Giao thông vận tải. Tháng 3 năm 1975, ông làm Phó ban B, Chuyên viên bậc 7 thuộc Bộ Lao động-Thương binh và Xã hội.
Tháng 6 năm 1979, ông nghỉ hưu.
Năm 2004, theo ý của Đại tướng Võ Nguyên Giáp, ông trao tặng tấm bản đồ 1/25.000 từng dùng để hiệu chỉnh đường bắn pháo trong Chiến dịch Điện Biên phủ cho Bảo tàng Lịch sử Quân sự Việt Nam.
Tháng 3 năm 2013, ông được trao tặng Huy hiệu 75 năm tuổi Đảng. Những năm tháng cuối đời, ông sống ở căn nhà thuộc Khu đô thị Ciputra, phường Phú Thượng, quận Tây Hồ, Hà Nội.
Tháng 12 năm 2016, ông cho xuất bản quyển hồi ký Trọn thế kỷ, một cuộc đời với câu nói: Viết không phải về bản thân mà là để con cháu sau này biết thế hệ chúng tôi đã sống và chiến đấu như thế.
Ngày 8 tháng 4 năm 2017, ông qua đời tại Bệnh viện Hữu Nghị Việt Xô, Hà Nội. An tán tại Nghĩa trang Công viên Vĩnh Hằng, huyện Ba Vì, Hà Nội.

## Gia đình
Ông Thành Ngọc Quản sinh ra trong một gia đình khoa bảng, là một trong 14 người con của ông Thành Ngọc Quỳnh. Ông Quỳnh đỗ tú tài ở Quốc tử giám, từng làm huấn đạo. Đến cuối đời, do gánh nặng gia đình, ông Quỳnh theo Tuần phủ Hoàng Thụy Chi, Phó bảng Nguyễn Can Mộng vào làm việc ở Phòng Kiểm duyệt Báo chí thuộc Dinh Thống sứ Bắc Kỳ. Mẹ ông Quản là cháu nội của Hiệp biện đại học sĩ Trần Đình Túc.
Ông nội là Thành Ngọc Uẩn, đỗ Phó bảng khoa Ất Sửu (1865), từng giữ chức Giám sát ngự sử, Đốc học Hưng Yên, Hà Nội,... Quốc sử quán toản tu, hàm Quang lộc tự khanh.
Ông kết hôn với bà Lê Diễm Tuyết, từng là Hiệu trưởng trường Trung học phổ thông Trưng Vương (Hà Nội).

## Danh hiệu
- Huân chương Độc lập hạng nhì.
- Huân chương Quân công hạng nhất.
- Huân chương Chiến thắng hạng nhất.
- Huân chương Kháng chiến hạng nhất.
- Huân chương Chiến sĩ vẻ vang hạng nhất, nhì, ba.
- Huy chương Quân kỳ quyết thắng.
- Huy hiệu 75 năm tuổi Đảng.